# Klątwa dziewiątej symfonii
Klątwa dziewiątej symfonii – przesąd związany z historią muzyki poważnej, według którego dziewiąta symfonia ma być ostatnią kompozytora, czy to przez śmierć kompozytora po jej ukończeniu, czy przed ukończeniem dziesiątej. Ci, którzy wyznają ten przesąd, uznają dziewiątą symfonię za bardzo ważny punkt w rozwoju możliwości kompozytorskich, którego przebicie jest udaremnianie przez los.
Zabobon ten popularny jest w dziennikarstwie, nie jest jednak uznawany przez środowiska krytyków muzycznych czy muzykologów. Chociaż kompozytorów, którzy rzeczywiście zmarli po napisaniu dziewięciu symfonii można znaleźć (chociażby Ludwig van Beethoven), klątwa nie zdaje się być zasadą.

## Początki
Według Arnolda Schönberga przesąd ten zaczął się od Gustava Mahlera, który po napisaniu swojej VIII Symfonii skomponował Das Lied von der Erde (którą, chociaż z formy jest symfonią, można uznać za cykl pieśni) a następnie IX Symfonię. Po jej ukończeniu sądził, że pokonał klątwę, zmarł jednak przed ukończeniem dziesiątej.
W swojej pracy o Mahlerze Schönberg napisał: "Zdaje się, że Dziewiąta jest szczytem. Ten, który chce wyjść poza to, musi umrzeć. Wygląda to tak, jakby w Dziesiątej mogło być przekazane nam coś, czego nie powinniśmy jeszcze wiedzieć, na co nie jesteśmy jeszcze gotowi. Ci, którzy napisali Dziewiątą, byli tego za blisko."
Trudności związane z tą analizą są oczywiste. Z punku widzenia Mahlera jedyną istotną ofiarą klątwy (choć Mahler nie używał tego terminu) był Beethoven. Nawet Bruckner, z którym Mahler był blisko związany, nie może być do tego zaliczony: zmarł bowiem przed ukończeniem swojej dziewiątej symfonii, więc z ośmioma symfoniami, licząc jedynie ukończone kanoniczne dzieła, lub dziesięcioma, licząc dwie wczesne symfonie, które sam kompozytor odrzucił. Bruckner w rzeczywistości miał pewne podejrzenia co do swojej dziewiątej symfonii, spowodowane jednak nie wiarą w klątwę dziewiątej, a tą samą tonacją, co IX symfonia Beethovena.
Przyporządkowanie Schuberta do jakiejkolwiek listy jest podobnie problematyczne. Mahler nawet nie uznałby, że Schubert napisał 9 symfonii, w jego bowiem czasach "Wielka" Symfonia C-dur była uznawana za siódmą.
Podobnie rzecz ma się z Dvořákiem, jego dziewiąta "Z Nowego Świata" była wydana jako piąta; cztery wcześniejsze wydano dopiero po jego śmierci.

## Inni
Po Mahlerze niektórzy kompozytorzy podali za przykład klątwy Atterberga, Siegmeistera, Sznitkego, Sessionsa, Wellesza, Williamsa, Mennina i Arnolda. Jednakże wiele z tych przykładów służy raczej na szkodę przesądu. Sznitke napisał swoją dziewiątą lewą ręką, będąc poważnie sparaliżowanym, nie mogąc mówić przez ciąg udarów, a autentyczność dzieła wykonanego w oparciu o zaledwie interpretację manuskryptu budzi wątpliwości. Poza tym jego "Symfonia No. 0" została wykonana i nagrana, więc w sumie symfonii Sznitkego jest dziesięć. Głazunow ukończył pierwszą część swojej dziewiątej symfonii, po czym zaprzestał prac nad nią i nie wrócił do niej przez ostatnie 26 lat swojego życia. W wywiadzie nagranym w czasie premiery swojej IX Symfonii (op. 128), Malcolm Arnold wyznał, że chce, by była to jego ostatnia symfonia. I rzeczywiście taką była, ostatnim jednak jego dziełem było op. 142. Sibelius nie jest przeważnie brany pod uwagę, jeśli jednak liczyć jego Kullervo jako pierwszą, to ostatnia, napiętnowana chorobą ósma, byłaby dziewiątą.

## Przykłady przeciw
Za kontrprzykłady można kompozytorów takich jak:
- Andrzej Panufnik (10 lub 12 z dwoma wczesnymi zaginionymi symfoniami)
- Hans Werner Henze (10)
- Eduard Tubin (10; zmarł w trakcie prac nad jedenastą)
- Heitor Villa-Lobos (12 symfonii i 2 Simphonietty; piąta jest zagubiona)
- Darius Milhaud (12)
- Roy Harris (13 - bardziej obawiał się 13 niż 9, dlatego trzynasta nazwana jest czternastą)
- Glenn Branca (14, choć jego rozumienie symfonii jest inne od tradycyjnego)
- Dmitrij Szostakowicz (15)
- Rued Langgard (16 i jedna nieoznaczona chóralna)
- Henry Cowell (17)
- Lew Knipper (20)
- Mieczysław Wajnberg (22)
- Nikołaj Miaskowski (27)
- Havergal Brian (32)
- Alan Hovhaness (67)
- Derek Bourgeois (72)
- Leif Segerstam (291)

Kompozytorzy przed Beethovenem, jak Joseph Haydn (106) czy Wolfgang Amadeus Mozart (59) nie są brani pod uwagę.